# Markgrafenstraße (Leipzig)
Die Markgrafenstraße ist eine Anliegerstraße in der Leipziger Innenstadt. Sie ist benannt zu Ehren von Markgraf Otto von Meißen, genannt „der Reiche“ (1125–1190), der 1165 Leipzig das Stadtrecht verlieh.

## Verlauf
Die Markgrafenstraße beginnt an der Einmündung der Petersstraße in die Schillerstraße und verläuft über etwa 300 Meter in nordwestlicher Richtung bis zum Martin-Luther-Ring. Nach etwa halber Strecke überquert sie diagonal den Burgplatz, auf den außer ihr die Hugo-Licht-Straße, die Lotterstraße und die Burgstraße münden.

## Geschichte
1895 erwarb die Stadt Leipzig die Pleißenburg vom Königreich Sachsen, um auf ihrem Areal das Neue Rathaus zu errichten. 1897 begann der Abriss der Pleißenburg, und der Zugang zu dem Gelände wurde durch die Anlage einer neuen Straße erschlossen, die in etwa auf dem ehemaligen Burggraben verlief. Seit November 1998 führt sie den Namen Markgrafenstraße.
Ihre Bebauung erstreckte sich über mehrere Jahre. An der Nordseite des nordwestlichen Teils waren während der Anlage der Straße bereits Gebäude vorhanden, deren Zugänge zur parallelen Schulstraße (seit 2000 Ratsfreischulstraße) wiesen, nämlich das Logenhaus der Freimaurerloge Minerva zu den drei Palmen von 1886 und das Haus des Kaufmännischen Vereins von 1877. Dazwischen entstand 1901 das  Wohn- und Geschäftshaus mit der Hausnummer 10. Nach 1905 wurde das Logenhaus durch das Kaufhaus Teich ersetzt. Auf der Gegenseite der Straße entstand von 1908 bis 1912 in Ergänzung des Neuen Rathauses das Stadthaus und zur gleichen Zeit im Anschluss die Leipziger Mercedes-Benz-Niederlassung.
Am südöstlichen Straßenteil begann 1898 die Leipziger Bank zwischen Markgrafenstraße und Rathausring (heute: Martin-Luther-Ring) mit der Errichtung eines repräsentativen Bankgebäudes, das sie noch während des Baus wegen Insolvenz 1901 an die Deutsche Bank verlor, die heute hier ihre Leipziger Filiale betreibt. An der Nordseite der Straße stand zunächst das Kaufhaus Polich, das 1936/1937 durch das Merkurhaus ersetzt wurde, und in seiner Fortsetzung am Burgplatz das Hirzelhaus.
Im Zweiten Weltkrieg wurden große Teile der Bebauung der Markgrafenstraße zerstört. In den Folgejahren wurden zwar die Trümmer beseitigt, eine Neubebauung folgte aber erst nach 1990. Der fehlende nördliche Teil des Gebäudes der Deutschen Bank wurde in moderner Bauweise ersetzt. Auf dem Gelände des ehemaligen Kaufhauses Teich entstand bis 1994 das Bauwens-Haus und anstelle des Hauses des Kaufmännischen Vereins steht nun ein schmuckloses Bankgebäude. Statt der Mercedes-Benz-Niederlassung bildet seit 2014 das Trias-Hochhaus den nordöstlichen Abschluss der Straße. Mit der Burgplatz-Passage an der Stelle des ehemaligen Hirzelhauses fand die Bebauung 2019 ihren Abschluss.

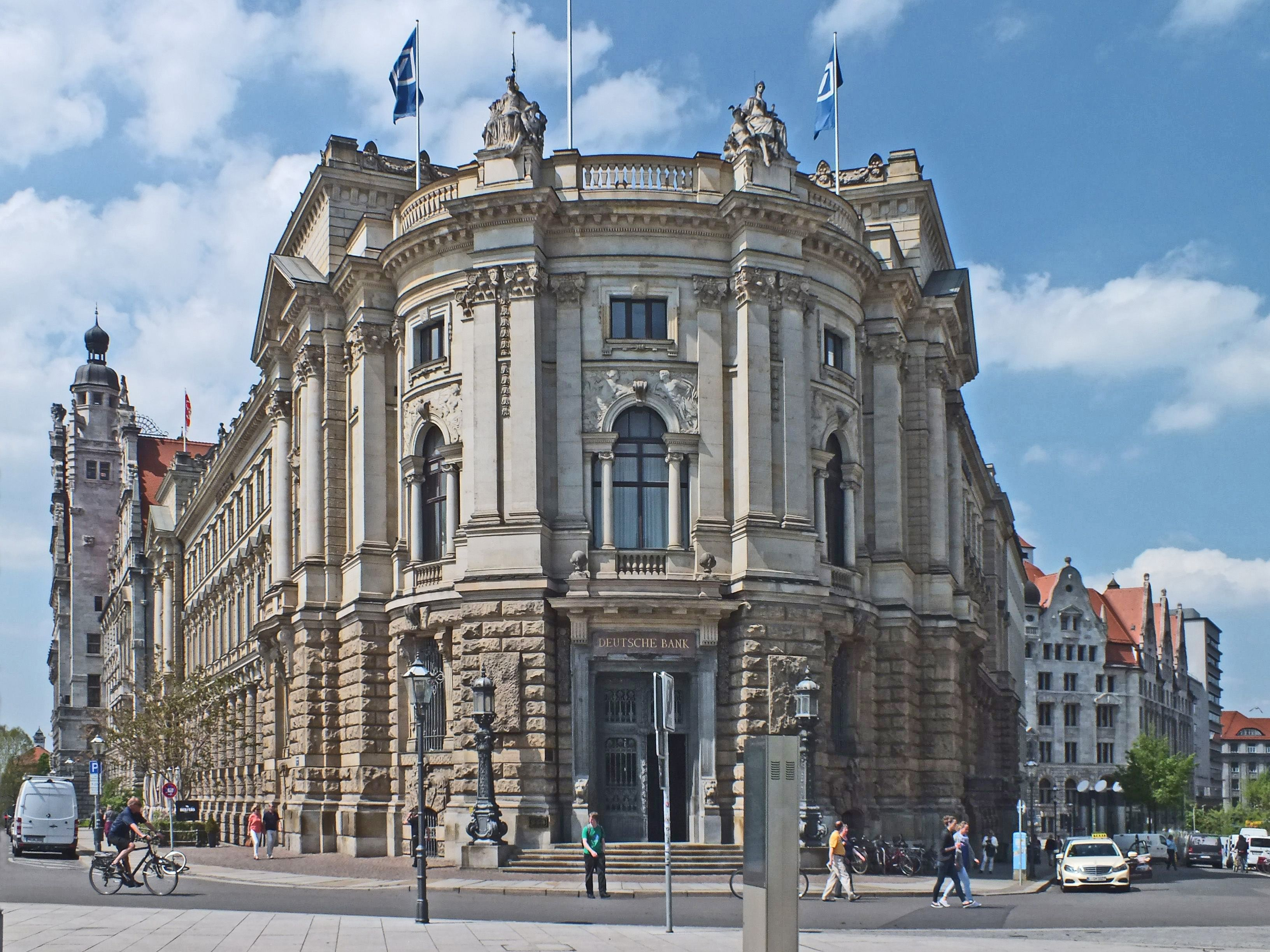
Deutsche Bank (2016)
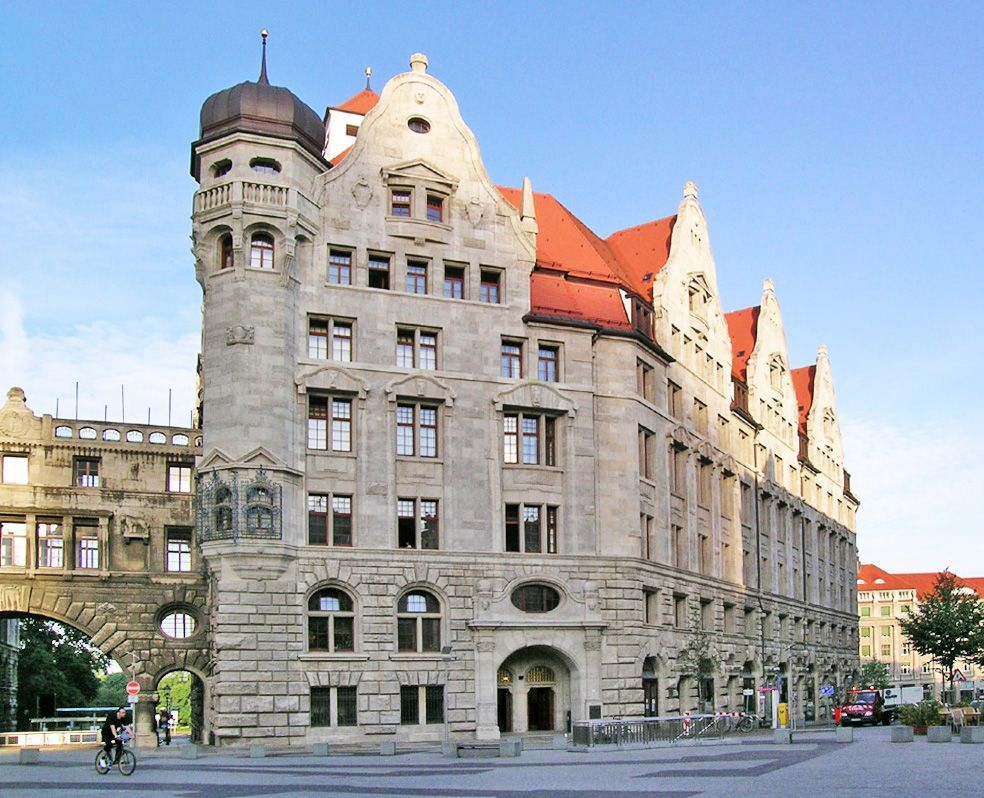
Stadthaus (2006)
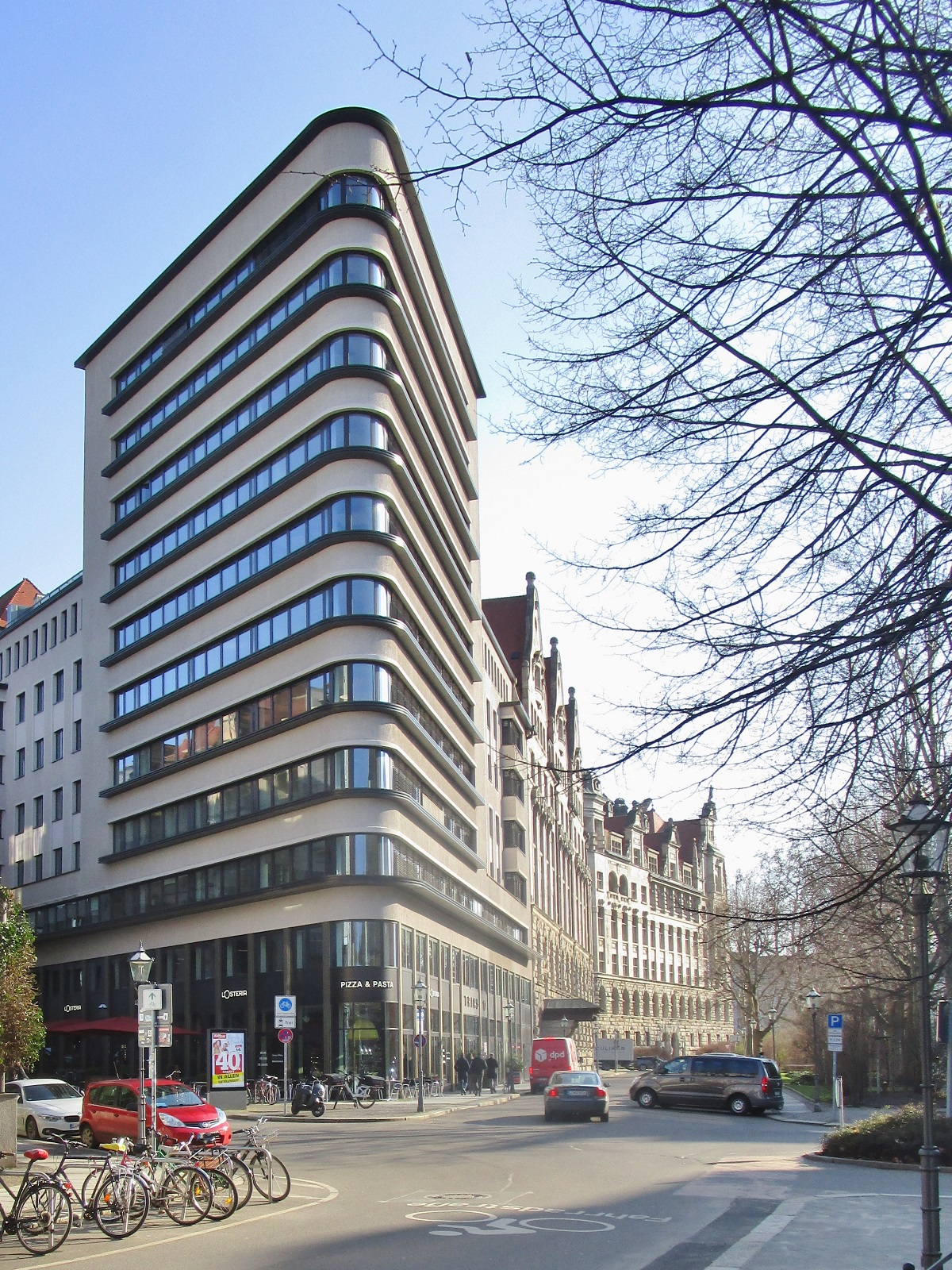
Trias-Hochhaus (2023)
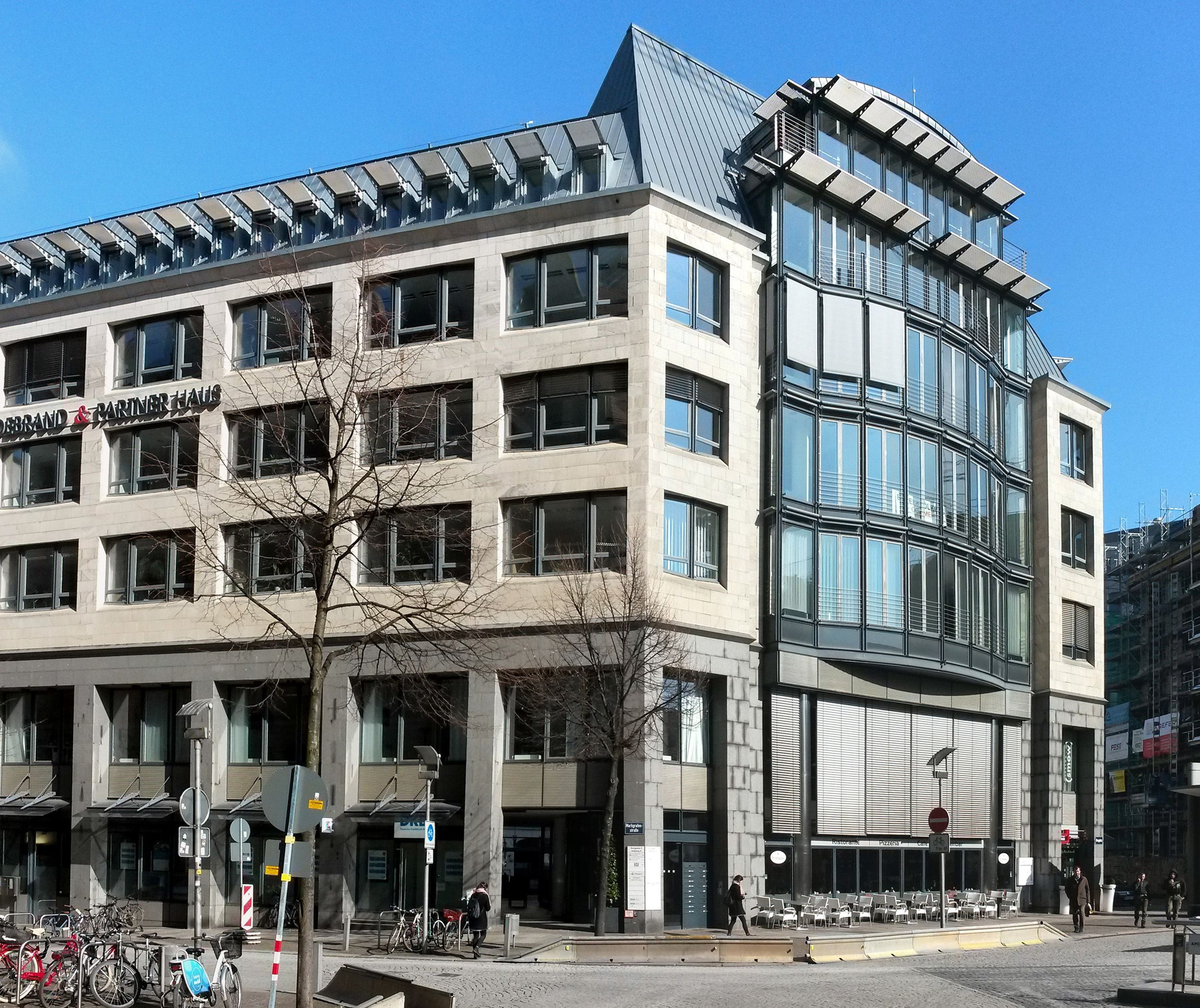
Bauwens-Haus (2018)
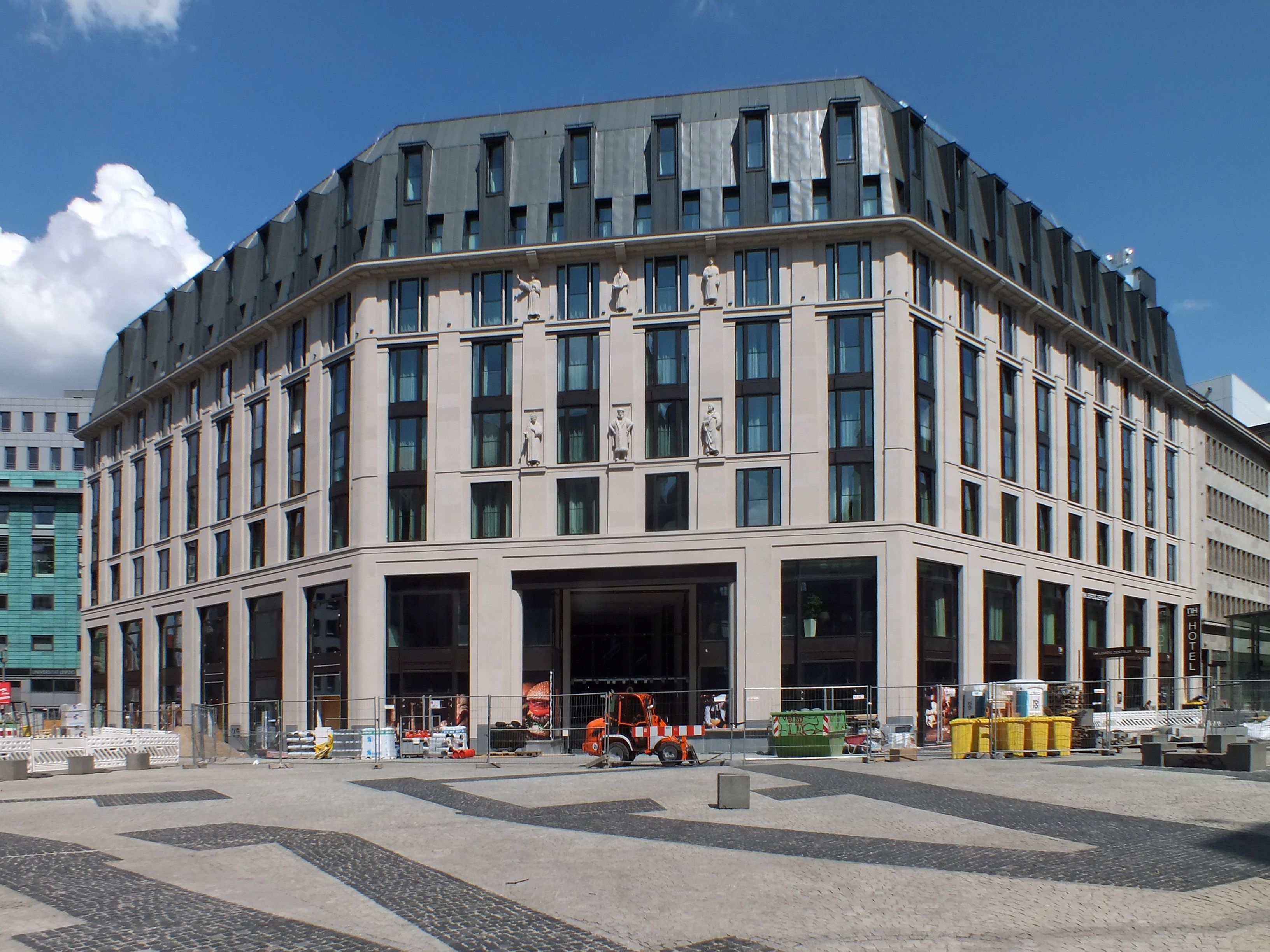
Burgplatz-Passage (2019)
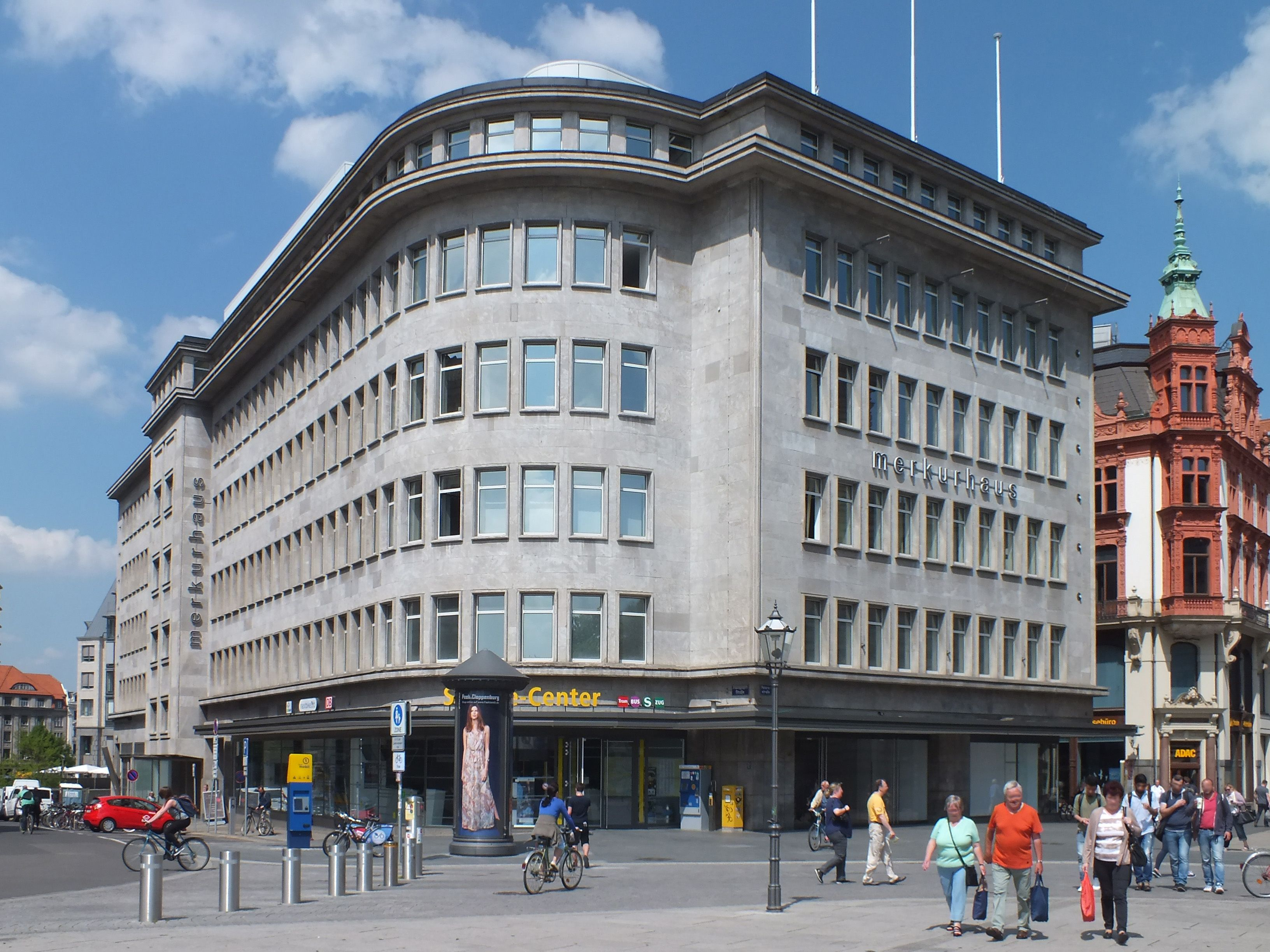
Merkurhaus (2016)